# Talman
En talman är den eller de personer som leder arbetet i en beslutande församling, till exempel ett parlament, alternativt någon av dess kamrar om det rör sig om ett tvåkammarparlament.
I svenska kommun- och regionfullmäktigeförsamlingar kallas motsvarande befattning för ”fullmäktiges ordförande”. I många språk används ord motsvarande ordförande eller president (för parlamentet) för talmannen i respektive parlament.
Titeln talman används könsneutralt; det finns både kvinnliga och manliga talmän. Talman är även en av de nio ämbetsmännen i en frimurarloge.

## Talmansämbeten i nationella parlament

### Finland
Talmannen leder riksdagens arbete.

### Norge
I Norge leds stortingets arbete av stortingspresidenten.

### Sverige
Talmannen leder riksdagens arbete. Det innebär att talmannen har det yttersta ansvaret för hur riksdagsarbetet planeras och bedrivs. Därtill leder talmannen kammarens sammanträden och är riksdagens främste representant. Sedan 2018 är Andreas Norlén riksdagens talman. 
Under tvåkammarriksdagens tid hade första och andra kammaren varsin talman. Under ståndsriksdagens tid hade vart och ett av de fyra ständerna en egen talman. Adelsståndets talman titulerades lantmarskalk.

### Tyskland
I Tyskland leds förbundsdagens arbete av förbundsdagspresidenten (Bundestagspräsident).
I Förbundsrådet brukar uppdraget som talman (Bundesratspräsident) cirkulera mellan delstaternas regeringschefer för ett år i taget. Förbundsrådspresidenten kan vid behov vikariera för landets president.
Även i de tyska förbundsländerna (delstaterna) har talmannen i respektive delstatsparlament en titel som innehåller ordet president. Detsamma gällde talmannen i Östtysklands parlament, Volkskammer.

### USA

#### Senaten
Enligt USA:s konstitution är det landets vicepresident som är talman i senaten (President of the Senate). Dennes ställföreträdare är President pro tempore of the United States Senate, vilken oftast delegerar andra senatorer att leda sammanträdena i senatens kammare.

#### Representanthuset
Talmannen i USA:s representanthus (Speaker of the House of Representatives) väljs bland ledamöterna för det parti som har majoritet i representanthuset. Talmannen i representanthuset är nummer två i successionsordningen till USA:s presidentämbete, vilket innebär att om både presidenten och vicepresidenten skulle avgå i förtid (eller om presidenten skulle avgå förtid och det inte finns någon vicepresident), skulle representanthusets talman bli USA:s president.

## Europaparlamentet
Europaparlamentets talman presiderar över Europaparlamentets överläggningar och aktiviteter. Talmannen representerar också parlamentet inom och utanför Europeiska unionen (EU). Talmannens underskrift fordras innan unionens budget och de flesta rättsakter kan träda i kraft. Talmannen väljs för en period om två och ett halvt år, och växlar vanligtvis mellan de två största politiska grupperna i parlamentet.

## Talmän i olika skolor och universitet
Flera studentkårers kårfullmäktige och elevråd leds av en talman.
Elevkårens ordförande vid Katedralskolan i Skara kallas sedan början av 1900-talet för talman. Tidigare kallades befattningshavaren för äldstegrek.